# Olympische Winterspiele 1998/Teilnehmer (Andorra)
| Gelbes Symbol für Goldmedaillen mit stilisierten Olympischen Ringen | Graues Symbol für Silbermedaillen mit stilisierten Olympischen Ringen | Braundes Symbol für Bronzemedaillen mit stilisierten Olympischen Ringen |
| ------------------------------------------------------------------- | --------------------------------------------------------------------- | ----------------------------------------------------------------------- |
| —                                                                   | —                                                                     | —                                                                       |

Andorra nahm an den Olympischen Winterspielen 1998 im japanischen Nagano mit einer Delegation von drei Teilnehmern, zwei Männer und eine Frau, teil.
Seit 1976 war es die siebte Teilnahme Andorras bei Olympischen Winterspielen.

## Flaggenträger
Der Skiläufer Víctor Gómez trug die Flagge Andorras während der Eröffnungsfeier im Olympiastadion.

## Teilnehmer nach Sportarten

### Ski Alpin
Herren:
- Gerard Escoda
Riesenslalom: DNF
Slalom: DNF
- Víctor Gómez
Super-G: DNF
Riesenslalom: DNF
Slalom: DNF

Frauen:
- Vicky Grau
Riesenslalom: DNF
Slalom: 19. Platz

## Weblink
- Olympiamannschaft Andorras 1998 in der Datenbank von Sports-Reference (englisch; archiviert vom Original)